# Māsī Mūskānlū
Māsī Mūskānlū (persiska: ماسی موسکانلو, Māsī Māskānlū) är en ort i Iran.   Den ligger i provinsen Khorasan, i den nordöstra delen av landet, 700 km öster om huvudstaden Teheran. Māsī Mūskānlū ligger 1 169 meter över havet och antalet invånare är 257.
Terrängen runt Māsī Mūskānlū är huvudsakligen platt, men åt sydväst är den kuperad.Runt Māsī Mūskānlū är det ganska glesbefolkat, med 35 invånare per kvadratkilometer. Närmaste större samhälle är Chenārān, 11,0 km sydost om Māsī Mūskānlū. Trakten runt Māsī Mūskānlū består till största delen av jordbruksmark.